# Musikantenscheune
Die Musikantenscheune war eine ARD-Montagabendshow im deutschen Fernsehen, die von Petra Kusch-Lück moderiert wurde.

## Geschichte

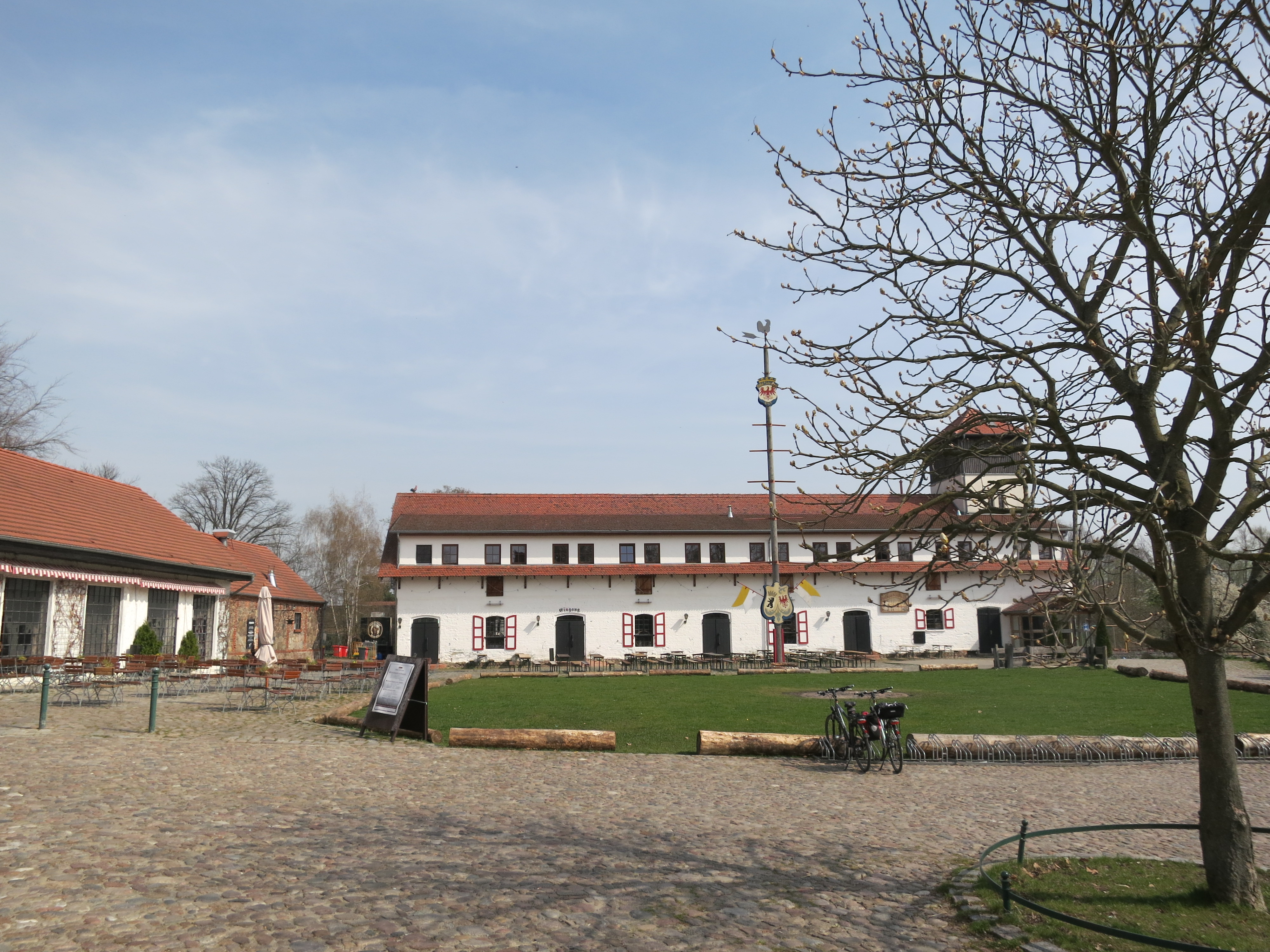
Gutshof Diedersdorf mit der Musikantenscheune (Bildmitte)

1995 entwickelte der damalige Ostdeutscher Rundfunk Brandenburg (ORB) ein neues Unterhaltungsformat für sein
Hauptabendprogramm. Dieses wurde dann in den öffentlich-rechtlichen Muttersender Das Erste übernommen. In der Regie von Jochen Jänicke wurde die Show acht Jahre lang regelmäßig auf Schloss Diedersdorf, einem Landgut zwischen Großbeeren und Blankenfelde-Mahlow im Land Brandenburg aufgezeichnet.
Die Interpreten entstammten der volkstümlichen Musikszene und des deutschen Schlagers. Im Laufe der Zeit traten dort u. a. Stefanie Hertel, Roland Neudert, Angela Wiedl, Mara Kayser, die Klostertaler, Edith Prock, Anita & Alexandra Hofmann, Maria und Margot Hellwig und Dagmar Frederic auf.
Aufsehen erregte der Auftritt von Hape Kerkeling als Travestiesängerin Helga mit den Wildecker Herzbuben für seine SAT.1-Sendung Darüber lacht die Welt.
Es gab vier CD-Kollektionen der Musikantenscheune, in denen die aktuellen Hits der dort aufgetretenen Stars präsentiert wurden. 2001 gab es Medienberichte, wonach dem Aufzeichnungsort Schloss Diedersdorf durch den Fluglärm vom benachbarten Großflughafen Schönefeld das Aus drohte. Dies hatte dann aber keine gravierenden Auswirkungen auf den Sendeablauf.
2003 stellte die ARD die Show ein. Die Einschaltquoten waren im Zuge der allgemein stagnierenden Quote bei Musiksendungen von noch regelmäßig rund 5 Millionen im Jahr 2000 auf rund 3,5 Millionen gesunken.
Als Ersatz für die Show wurde der Musikantendampfer des neugegründeten rbb-Fernsehens geschaffen, der im Sommer 2003 auf Sendung ging. Petra Kusch-Lück, die ursprünglich auch für dieses Format Moderatorin sein sollte, präsentierte die Musikantenscheune als Live-Veranstaltung vor Ort noch bis Ende Dezember 2007, ehe sie sich neuen Projekten widmete.
Seit September 2022 strahlt das rbb-Fernsehen werktags alle 100 Folgen der Musikantenscheune chronologisch aus.